# Městské obvody v Číně

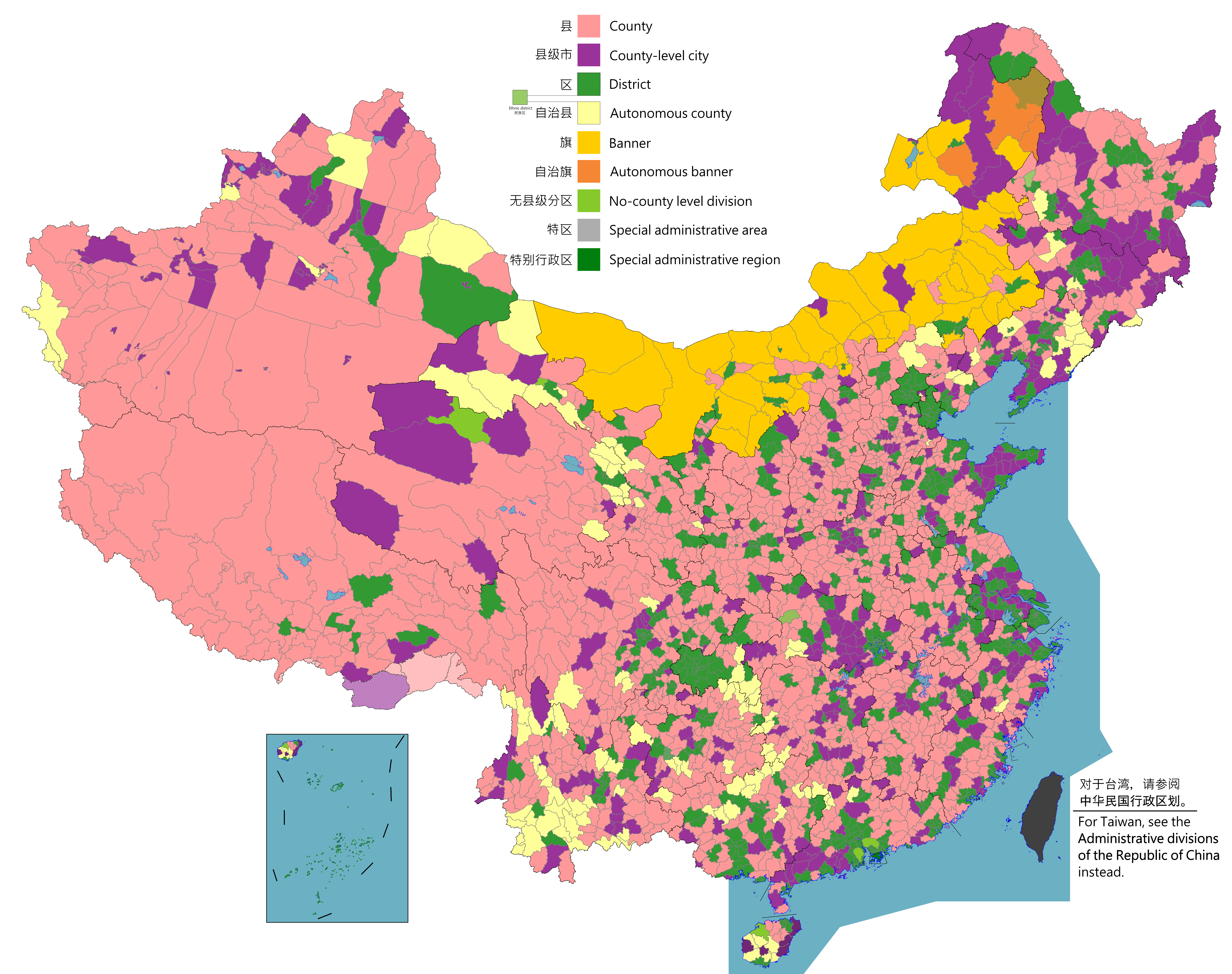
Dělení Čínské lidové republiky na okresní úrovni:
Okresy
Městské obvody
Městské okresy
Korouhve
Autonomní okresy
Autonomní korouhve
Správní výbor
Lesní obvod, zvláštní obvod; celky na nižší než okresní úrovni

Městský obvod (čínsky v českém přepisu š’-sia-čchü, pchin-jinem shìxiáqū, znaky 市辖区) nebo prostě obvod (čínsky v českém přepisu čchü, pchin-jinem qū, znaky 区) je administrativní jednotka Čínské lidové republiky na úrovni okresu. Její nadřazenou jednotkou je tedy obvykle nějaká z městských prefektur, případně jiný celek na prefekturní úrovni. Na městské obvody se též člení přímo spravovaná města. Koncem roku 2005 existovalo v Čínské lidové republice (ČLR) 852 městských obvodů (z 2862 celků okresní úrovně).
Před 80. lety 20. století byly v ČLR městské obvody částmi měst a skládaly se tedy vesměs z hustě osídlených urbánních oblastí, pouze s malým podílem zemědělské půdy v případných předměstských okrscích. Od 80. let byly v ČLR prefektury reorganizovány v městské prefektury. Paralelně byly okresy a městské okresy měněny v městské obvody, zvláště po roce 1990. Ve výsledku se mezi městskými obvody objevily i útvary charakterem blíže k okresům, s městy a městečky obklopenými venkovskou krajinou. 
Existují i čtyři národnostní obvody (čínsky v českém přepisu cu-čchü, pchin-jinem zúqū, znaky 族区) vytvořené pro národnostní menšiny ve třech případech v Che-nanu a jednom v Chej-lung-ťiangu.